# Щербачёв, Дмитрий Михайлович
Дмитрий Михайлович Щербачёв (1864—1957) — фармаколог, автор учебников по фармакологии и фармакогнозии. Один из организаторов фармакологического образования в СССР, доктор медицинских наук, профессор, заведующий кафедрой фармакогнозии медицинского факультета Московского университета, а затем Московского фармокологического института. Автор учебников по фармакологии и фармакогнозии  «В курсе фармакогнозии», изданном в 1930 г в соавторстве с А. В. Могильским, впервые лекарственное сырье и лекарственные растения классифицируются по химической системе.

## Биография
Родился 15 (27) апреля 1864 года в Москве в семье купца 1-й гильдии, потомственного почётного гражданина. 
После окончания Практической академии коммерческих наук и частной гимназии Креймана в 1886 году поступил на медицинский факультет Московского университета, где слушал лекции В. А. Тихомирова. Окончил курс со степенью лекаря с отличием в 1891 году и был оставлен сверхштатным лаборантом при кафедре общей патологии. Спустя два года перешёл лаборантом на кафедру фармакологии к профессору В. С. Богословскому и с 1895 года начал вести занятия со студентами. В 1898 году защитил диссертацию на степень доктора медицины «Материалы к вопросу о продолжительности выделения мышьяка». В 1900 году был за границей в Страсбурге.
В 1904 году был избран приват-доцентом по кафедре фармакогнозии и фармации и получил двухгодичную заграничную командировку для ознакомления с постановкой научной работы. Работал у профессоров Э. Шмидта и А. Мейера в Марбурге и у профессора А. Чирха в Берне.
С 1906 года в Московском университете вёл практические занятия по фармакологии и фармакогнозии, а с 1907 года стал читать ещё и обязательный курс; с 1912 года — экстраординарный профессор.
В 1908 году был избран на кафедру фармакологии и фармакогнозии Московских высших женских курсов (впоследствии — 2-й МГУ). В 1930 году, после ликвидации кафедры во 2-м МГУ, стал работать в Московской фармацевтической школе; в 1935 году был избран первым профессором, заведующим кафедрой фармакогнозии Московского фармацевтического института, руководство которой осуществлял до сентября 1952 года, когда вышел на пенсию. В 1941 году уезжал в эвакуацию в Пермь, где возглавил кафедру фармакогнозии Пермского фармацевтического института. 
Под руководством Д. М. Щербачева впервые преподавание фармакогнозии стало проводиться на основе химической системы классификации лекарственного растительного сырья. Он принимал активное участие в работе Комиссии по составлению и рецензированию статей о лекарственном растительном сырье для Государственных фармакопей 7-го и 8-го изданий. Им было исследовано анатомическое строение стеблей и цветков травы Термопсиса (заменителя импортной Ипекакуаны) в рамках научного направления «замена импортного лекарственного растительного сырья на отечественное». 
Его труды до сих пор имеют большое научное значение. Среди них — «Историко-фармакологические очерки» (1910), «Курс фармакологии с рецептурой и бальнеологией для врачей» (1922), «Начальный курс фармакологии для медицинских сестер и акушерок» (1949). В учебнике  «В курсе фармакогнозии» (Москва; Ленинград: Гос. изд-во, 1930 (М.: тип. «Красный пролетарий»). — 390 с.), изданном в 1930 году в соавторстве с А. В. Могильским, впервые была приведена химическая классификация лекарственного сырья и лекарственных растений.
Был членом Русского горного общества и Российского общества туристов.
Умер в Москве в 1957 году.